# خلنج الجبل المنحني
خلنج الجبل المنحني (الاسم العلمي:Phyllodoce deflexa) هو نوع من النباتات يتبع جنس خلنج الجبل من الفصيلة الخلنجية.